# Le Pingouin (film)
Pour plus de détails, voir Fiche technique et Distribution.
Le Pingouin (Pingwin) est un film polonais réalisé par Jerzy Stefan Stawiński, sorti en 1965.

## Synopsis
Andrzej, étudiant à l'École polytechnique de Varsovie est surnommé "Pingouin". Il essaye d'attirer l'attention de Baska.

## Fiche technique
- Titre original : Pingwin
- Titre français : Le Pingouin
- Réalisation et scénario : Jerzy Stefan Stawiński
- Direction artistique : Roman Wolyniec
- Décors : Wiesława Chojkowska
- Costumes : Ewa Kowalska
- Photographie : Stefan Matyjaszkiewicz
- Montage : Mirosława Garlicka
- Musique : Krzysztof Komeda
- Pays d'origine : Pologne
- Format : Noir et blanc - 35 mm - Mono
- Genre : drame, romance
- Durée : 93 minutes
- Date de sortie :
  - Pologne : 18 avril 1965

## Distribution
- Andrzej Kozak : Andrzej "Pingouin"
- Krystyna Konarska : Baska Oraczewska
- Zbigniew Cybulski : Lukasz Broda
- Janina Kaluska-Szydlowska : Irena, la mère de Pingouin
- Mieczysław Milecki : Jan, le père de Pingouin